# Nowhere to Run (Martha Reeves)
"Nowhere to Run" is een hitsingle van de Amerikaanse meidengroep Martha & The Vandellas. Het was het derde en laatste nummer dat op single werd uitgebracht en afkomstig was van het album "Dance Party". De andere twee singles waren "Dancing in the Street" en "Wild One". Net als de twee voorgaande singles wist ook "Nowhere to Run" de top 40 op de poplijst te halen. Op "Dancing in the Street" en "(Love Is Like a) Heatwave" na, werd "Nowhere to Run" met een #8 notering op de poplijst zelfs het meest succesvolle nummer van Martha & The Vandellas. Ook in het Verenigd Koninkrijk en Canada werd de hitparade bereikt. In die landen bleef het nummer echter ongeveer halverwege de hitlijst hangen.
Nadat zowel "Dancing in the Street" als "Wild One" waren geschreven door William "Mickey" Stevenson in samenwerking met Ivy Jo Hunter, was het het succesvolle songwriterstrio Holland-Dozier-Holland die "Nowhere to Run" voor Martha & The Vandellas schreef. Het drietal was geen onbekende voor de groep, aangezien ze ook al eerdere hits als "Come and Get These Memories" en "Quicksand" voor de groep had geschreven. De tekst van het nummer gaat erover dat de vertelster, leadzangeres Martha Reeves hier, ondanks de slechte relatie met haar vriend, niet ontsnappen kan van hem. Dit is omdat ze toch te veel van hem houdt. Ondanks dat het nummer in kwestie door andere songwriters is geschreven, is "Nowhere to Run" wel ongeveer in dezelfde stijl geschreven als de eerdere twee singles afkomstig van het album "Dance Party". Het is namelijk een dansnummer met een harde beat eronder. De muziek, die zoals gewoonlijk bij Motown verzorgd werd door The Funk Brothers, was opzwepend en de beat werd extra ondersteund door Ivy Jo Hunter die met sneeuwkettingen sloeg om het overige slagwerk, de tamboerijn en drums, zo nog meer te versterken. Een ander opmerkelijk muzikaal aspect aan het nummer zijn de stevige blazerspartijen, die vooral tijdens het refrein te horen. Muzikanten die onder andere op de opname te horen zijn, zijn James Jamerson op bas en Benny Benjamin op drums.
"Nowhere to Run" zou na het uitbrengen van het origineel nog meerdere malen gecoverd worden. Zo namen collega's bij Motown, The Isley Brothers en Dynamic Superiors, een eigen versie van het nummer op. Ook andere gerenommeerde artiesten, waaronder Bonnie Pointer, Michael McDonald en Esther Philips, coverden het lied. Naast dat het geliefd was bij andere artiesten, wordt het nummer, ook heden ten dage nog, vaak gebruikt bij sportwedstrijden. Ook in het leger, tijdens de Vietnamoorlog, werd "Nowhere to Run" vaak op de draaitafel gelegd. Mede daardoor staat het nummer ook op de tracklist van het computerspel Battlefield Vietnam. Naast al dit is "Nowhere to Run" ook meerdere keren in films gebruikt,oa. in "The Warriors" (1979) waarin ze perfect de eenzaamheid van de opgejaagde jeugdbende weerspiegelt.
De B-kant van "Nowhere to Run" was het nummer "Motoring". In tegenstelling tot de A-kant werd dit nummer wel geschreven door William Stevenson en Ivy Jo Hunter. Wel verscheen het ook het album "Dance Party". "Motoring", ook al een dansnummer, werd een van de meest populaire B-kanten van Martha & The Vandellas. Zo werd het bijvoorbeeld gecoverd door The Who.

## Bezetting
- Lead: Martha Reeves
- Achtergrond: Rosalind Ashford en Betty Kelly
- Instrumentatie: The Funk Brothers met Benny Benjamin, James Jamerson, Earl Van Dyke, Jack Ashford, Robert White en Eddie Willis
- Sneeuwkettingen: Ivy Jo Hunter
- Schrijvers: Holland-Dozier-Holland
- Producers: Brian Holland & Lamont Dozier